# Da Jiang Innovations
Da Jiang Innovations (DJI) är ett kinesiskt företag som producerar multirotor-UAV:er, från små UAV:er på runt 1 kg för hobbybruk till större system på runt 10 kg för professionell filminspelning.

## Historia
Under sina studier i elektroteknik på Hong Kong University of Science and Technology deltog Frank Wang i ett projekt för att bygga ett digitalt styrsystem till en radiostyrd helikopter. Frank insåg produktens potential och började bygga (och sälja) styrsystem i sitt studentrum. År 2006 bildade Wang tillsammans med två klasskamrater företaget DJI Innovations och flyttade tillverkningen till en lägenhet i Shenzhen. Tack vare en investering på 90 000 dollar från Wangs släkting Lu Di kunde han expandera verksamheten och började marknadsföra sin produkt utomlands, främst i USA. Där kom Wang i kontakt med Chris Anderson, redaktör på Wired magazine, som övertalade honom att göra styrsystem för multirotorer. År 2011 blev Frank kontaktad av TV-producenten Colin Guinn som efterfrågade en stabiliserad kameraplattform för multirotorer, något som Wang redan hade börjat experimentera med. Wang gick med på att börja sälja stabiliserade kameraupphängningar mot att Guinn blev DJI:s säljchef i Nordamerika. I januari 2013 lanserade DJI Phantom 1. Det var den första kompletta paketlösningen bestående av en quadkopter med kameraupphängning, kamera och fjärrkontroll. Den blev snabbt företagets bäst säljande produkt.
Frank Wangs sätt att sköta företaget uppskattades inte av alla hans medarbetare och affärspartners. Chris Anderson grundade 2009 det konkurrerande företaget 3D robotics och flera tidigare DJI-anställda har med tiden gått över till 3D robotics. Bland dem Colin Guinn som i maj 2013 blev utfryst av DJI som avskedade alla anställda i Nordamerika och försökte lägga ner dotterbolaget. Efter att Guinn stämt DJI kom parterna till en förlikning 2014, men Guinn började i stället att arbeta för 3D robotics.

## Produkter

### Multirotorer

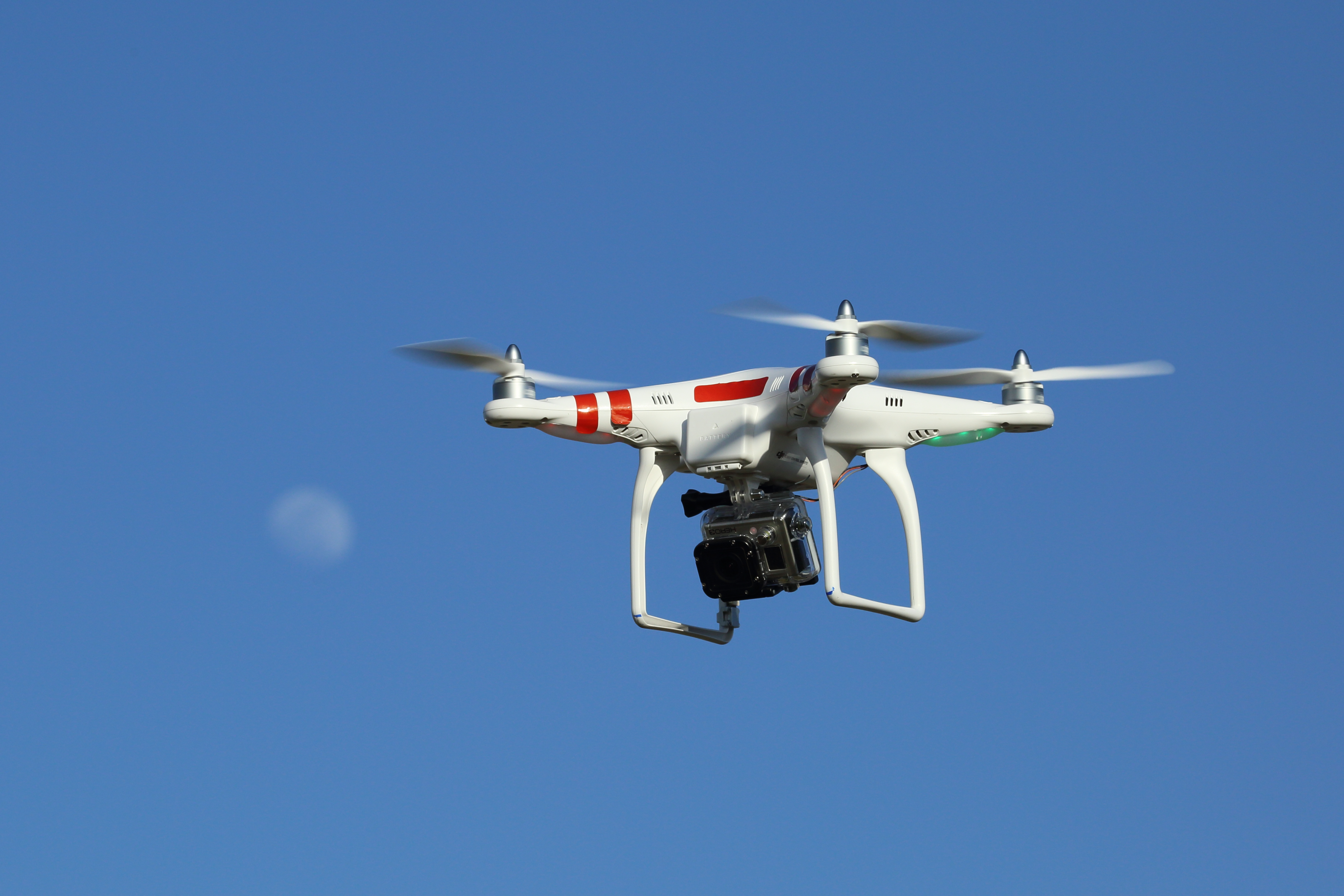
En ”Phantom 2” med en GoPro-kamera.

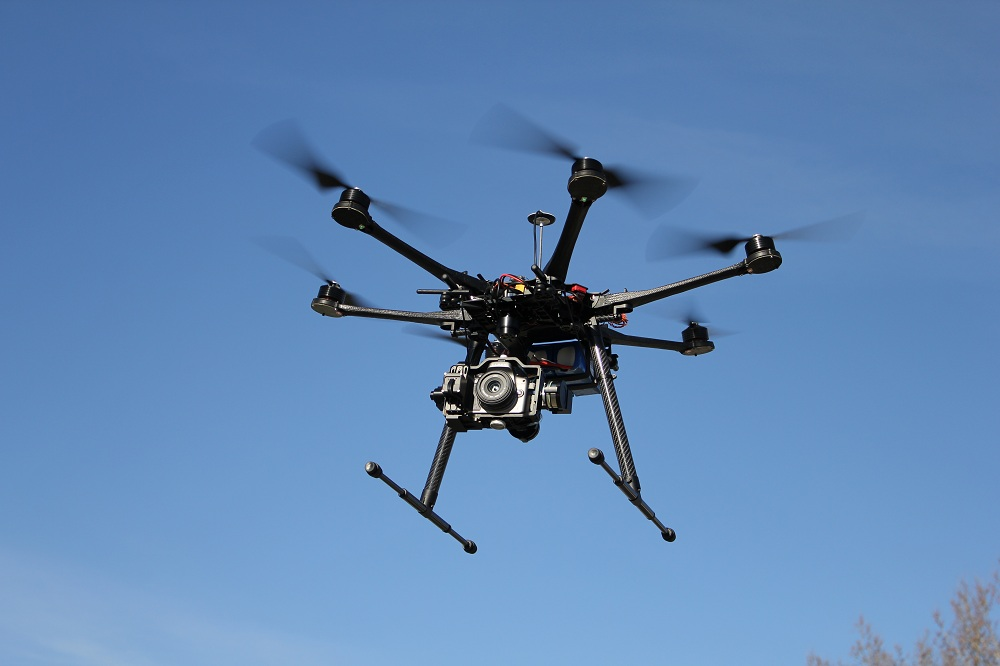
En ”Spreading wings S800” är tillräckligt stark att kunna lyfta en liten digital spegelreflexkamera eller videokamera.

DJI tillverkar tre serier av multirotorer. Phantom är den minsta, enklaste och avsedd för hobbybruk. Den levereras flygklar. Flame Wheel är något större och inriktad mot entusiaster och halvprofesionellt bruk. Den levereras som byggsats. Spreading Wings är stora multirotorer avsedda för professionell filminspelning.
| Modell                | Typ        | Spännvidd | Startvikt | Ref    |
| --------------------- | ---------- | --------- | --------- | ------ |
| Phantom 1             | quadkopter | 350 mm    | < 1 kg    | [ 3 ]  |
| Phantom 2             | quadkopter | 350 mm    | ~ 1,2 kg  | [ 4 ]  |
| Phantom 3             | quadkopter | 350 mm    | ~ 1,3 kg  | [ 5 ]  |
| Inspire 1             | quadkopter | 450 mm    | ~ 2,9 kg  | [ 6 ]  |
| Flame wheel F330      | quadkopter | 330 mm    | < 1,2 kg  | [ 7 ]  |
| Flame wheel F450      | quadkopter | 450 mm    | < 1,6 kg  | [ 7 ]  |
| Flame wheel F550      | hexakopter | 550 mm    | < 2,4 kg  | [ 7 ]  |
| Spreading wings S800  | hexakopter | 800 mm    | < 6 kg    | [ 8 ]  |
| Spreading wings S900  | hexakopter | 900 mm    | < 8,2 kg  | [ 9 ]  |
| Spreading wings S1000 | octokopter | 1045 mm   | < 11 kg   | [ 10 ] |

### Styrsystem
DJI Innovations tillverkar även styrsystem för multirotorer och radiostyrda helikoptrar.
| Modell      | För                              | Funktioner                                                              | Ref    |
| ----------- | -------------------------------- | ----------------------------------------------------------------------- | ------ |
| A2          | Multirotor (quad, hexa och octo) | GPS, 2D-kamerastyrning, autopilot, waypoints, inbyggd 2,4 GHz mottagare | [ 11 ] |
| Ace One     | Helikopter                       | GPS, autopilot                                                          | [ 12 ] |
| Wookong-H   | Helikopter                       | GPS, autopilot, waypoints                                               | [ 13 ] |
| Wookong-M   | Multirotor (quad, hexa och octo) | GPS, autopilot, 2D-kamerastyrning, waypoints                            | [ 14 ] |
| Naza-H      | Helikopter                       | GPS, autohover                                                          | [ 15 ] |
| Naza-M      | Multirotor (quad, hexa och octo) | GPS, autopilot, 2D-kamerastyrning                                       | [ 16 ] |
| Naza-M lite | Multirotor (quad och hexa)       | GPS, autopliot, 2D-kamerastyrning                                       | [ 17 ] |

### Kameraupphängningar
DJI tillverkar också stabiliserade kameraupphängningar. Zenmuse är avsedda för luftburna plattformar medan Ronin är handhållen.
| Modell        | Montering  | För kamera                                  | Vikt     | Stabilisering | Ref                  |
| ------------- | ---------- | ------------------------------------------- | -------- | ------------- | -------------------- |
| Zenmuse Z15   | Multirotor | Sony NEX, Panasonic GH2, GH4 eller Canon 5D | ~ 1,3 kg | 3D            | [ 18 ] [ 19 ] [ 20 ] |
| Zenmuse H4-3D | Multirotor | GoPro Hero 4                                | 168 gram | 3D            | [ 21 ]               |
| Zenmuse H3-3D | Multirotor | GoPro Hero 3                                | 168 gram | 3D            | [ 22 ]               |
| Zenmuse H3-2D | Multirotor | GoPro Hero 3                                | 230 gram | 2D            | [ 23 ]               |
| Ronin         | Handhållen | Videokamera                                 | 4,2 kg   | 3D            | [ 24 ]               |
| Ronin-M       | Handhållen | Digital spegelreflexkamera                  | 2,3 kg   | 3D            | [ 25 ]               |

### Tillbehör
| Modell      | Användning         | Kompatibel med           | Vikt     | Funktion                                                              | Ref    |
| ----------- | ------------------ | ------------------------ | -------- | --------------------------------------------------------------------- | ------ |
| Dropsafe    | Nödfallskärm       | A2                       | 550 gram | Möjliggör nödlandning med fallskärm vid systemfel.                    | [ 26 ] |
| BTU         | Bluetooth datalänk | Naza-M och Naza-H        | 70 gram  | Trådlös konfiguration av styrsystemet.                                | [ 27 ] |
| LED-BT-I    | Bluetooth datalänk | Wookong-M och Wookong-H  | 25 gram  | Trådlös konfiguration av styrsystemet och programmering av waypoints. | [ 28 ] |
| Lightbridge | Videolänk          | A2 och Wookong-M         | 71 gram  | Gör att piloten kan se det kameran ser i realtid (FPV).               | [ 29 ] |
| iOSD Mk II  | Flygdatadisplay    | A2, Wookong-M och Naza-M | 56 gram  | Överlagrar flygdatainformation på videosignalen (HUD).                | [ 30 ] |
| iOSD mini   | Flygdatadisplay    | Naza-M                   | 14 gram  | Överlagrar flygdatainformation på videosignalen.                      | [ 31 ] |